# Norrtjärnen (Nordmalings socken, Ångermanland)
Norrtjärnen är en sjö i Nordmalings kommun i Ångermanland och ingår i Husåns huvudavrinningsområde. Sjön har en area på 0,126 kvadratkilometer och ligger 205,2 meter över havet.

## Delavrinningsområde
Norrtjärnen ingår i det delavrinningsområde (707760-164979) som SMHI kallar för Utloppet av Norrtjärnen. Medelhöjden är 226 meter över havet och ytan är 2,21 kvadratkilometer. Det finns inga avrinningsområden uppströms utan avrinningsområdet är högsta punkten. Vattendraget som avvattnar avrinningsområdet har biflödesordning 2, vilket innebär att vattnet flödar genom totalt 2 vattendrag innan det når havet efter 72 kilometer. Avrinningsområdet består mestadels av skog (82 procent). Avrinningsområdet har 0,13 kvadratkilometer vattenytor vilket ger det en sjöprocent på 5,7 procent.